# Cella Sankt Benedikt

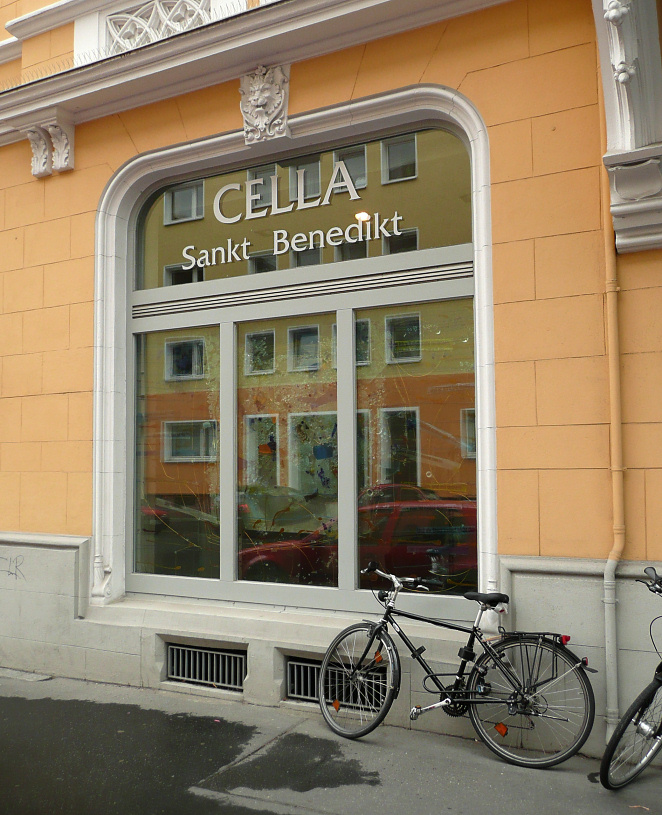
Außenansicht der Cella Sankt Benedikt

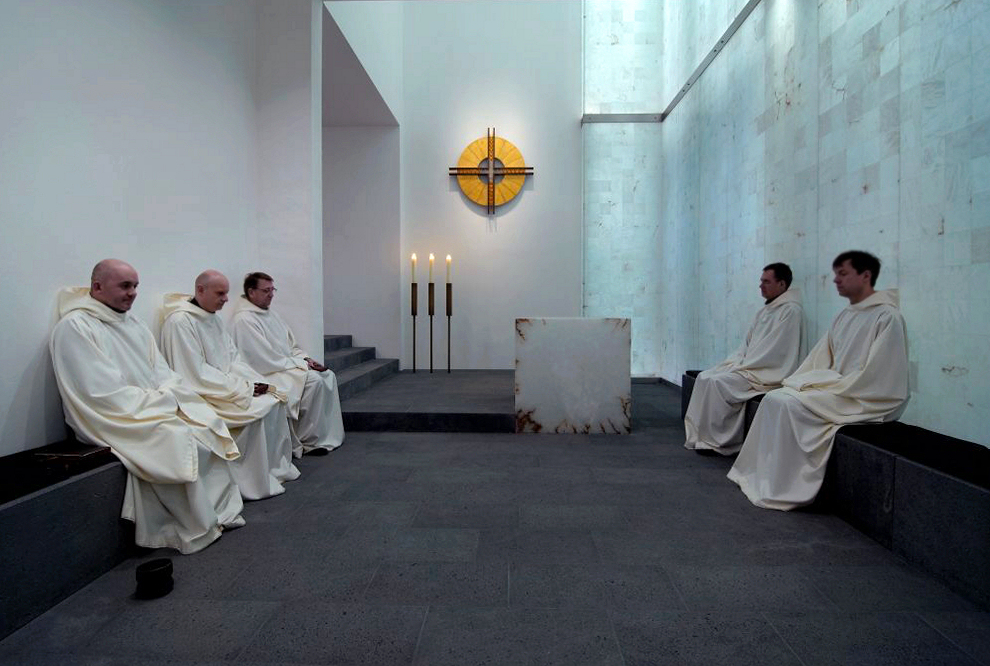
Innenraum

Die Cella Sankt Benedikt im hannoverschen Stadtteil List ist eine Niederlassung der römisch-katholischen  Benediktiner-Abtei Königsmünster in Meschede. Sie befindet sich in einem Mehrfamilienhaus aus der Gründerzeit in der Voßstraße 36. 2022 gehörten dem  Kloster drei Mönche an.

## Geschichte
Die Cella Sankt Benedikt entstand nach einer Anfrage des Bischofs von Hildesheim Josef Homeyer 1984 an die Abtei Königsmünster, in seinem Bistum ein Kloster neu zu gründen. Am 18. Oktober 1986 erklärte der Königsmünsterer Abt Stephan Schröer im Rahmen eines feierlichen Pontifikalamtes im Hildesheimer Dom gegenüber dem Bischof die Absicht des Konventes, in Hannover eine solche Gründung zu errichten. Aufgabe der Brüder sollte sein, zeitgemäße Formen benediktinischen Lebens im Kontext einer säkularen Großstadt zu entwickeln. Am 11. Juli 1988 wurden dann sechs Brüder nach Hannover ausgesandt, unter anderem auch Bruder Karl-Leo Heller. Heute leben in der Cella Sankt Benedikt Bruder Nikolaus Nonn, Bruder Karl-Leo Heller und Bruder David Damberg. Seit 1997 ist die Cella Sankt Benedikt Träger der Cella Praxis für Atmung und Stimme, einer kassenzugelassenen logopädischen Praxis. Daneben engagieren sich die Brüder insbesondere im Bereich der geistlichen Begleitung.

## Klosterkirche
Von 2010 bis 2011 wurde in das Klostergebäude eine am 12. Februar 2011 geweihte Kirche gebaut. Die Architekten Gido Hülsmann und Dirk Boländer schufen als maßgebliche Gestalter einen Raum großer Klarheit. Von der rechten Seite her grenzt sich der Raum durch eine transluzente Alabasterwand von der Straße her ab und von der Apsis her wird der Raum konzentriert und gesammelt durch ein Kreuz, das von P. Abraham Fischer geschaffen und zusammen mit den Architekten konzipiert wurde.